# Datu Abdullah Sangki
Datu Abdullah Sangki là một đô thị ở tỉnh Maguindanao, Philippines.

## Các đơn vị hành chính
Datu Abdullah Sangki được chia ra 10 barangay.
- Banaba
- Dimampao
- Guinibon
- Kaya-kaya
- Maganoy
- Mao
- Maranding
- Sugadol
- Talisawa
- Tukanolocong (Tukanologong)

## Lịch sử
Đô thị này được lập theo Sắc luật tự trị Mindanao Hồi giáp ngày 20/8/2003 và được phê chuẩn thông qua trưng cầu ý kiến ngày 3/1/2004. Đơn vị mới này được tách ra từ đô thị Ampatuan.